# Keith Campbell
Keith Ronald Campbell (Melbourne, 2 ottobre 1931 – Cadours, 13 giugno 1958) è stato un pilota motociclistico australiano.
Ha vinto 3 gran premi e nel motomondiale del 1957 si è laureato campione del mondo nella classe 350, essendo così il primo pilota australiano a vincere un titolo iridato.

## Carriera
Trasferitosi in Europa nel 1953 e dopo aver iniziato la carriera come pilota privato in sella ad una Norton è stato ingaggiato nel 1956 dalla Moto Guzzi.
Il motomondiale 1957 lo vide vincitore in metà delle gare in programma, con la conquista del titolo mondiale ma, al termine dello stesso anno, la Moto Guzzi annunciò il suo ritiro dalle competizione dopo la stipula del Patto di astensione.
Di conseguenza Campbell iniziò la stagione 1958 nuovamente in sella ad una motocicletta britannica Norton. È perito però durante una gara non valida per il mondiale svoltasi in Francia nei pressi di Tolosa il 13 giugno 1958.

## Risultati nel motomondiale

### Classe 350
| 1955 | Classe | Moto   |    |   |   |   |   |   |   |   |  | Punti | Pos. |
| ---- | ------ | ------ | -- | - | - | - | - | - | - | - |  | ----- | ---- |
| 1955 | 350    | Norton | NE | - | - | - | 3 | - | - | - |  | 4     | 11º  |

| 1956 | Classe | Moto       |   |   |   |   |   |     |  |  |  | Punti | Pos. |
| ---- | ------ | ---------- | - | - | - | - | - | --- |  |  |  | ----- | ---- |
| 1956 | 350    | Moto Guzzi | - | - | - | - | - | Rit |  |  |  | 0     |      |

| 1957 | Classe | Moto       |   |   |   |   |   |   |  |  |  | Punti | Pos. |
| ---- | ------ | ---------- | - | - | - | - | - | - |  |  |  | ----- | ---- |
| 1957 | 350    | Moto Guzzi | - | 2 | 1 | 1 | 1 | - |  |  |  | 30    | 1º   |

| 1958 | Classe | Moto   |   |   |   |   |   |  |  |  |  | Punti | Pos. |
| ---- | ------ | ------ | - | - | - | - | - |  |  |  |  | ----- | ---- |
| 1958 | 350    | Norton | 7 | 3 | 3 | - | - |  |  |  |  | 8     | 7º   |

| Legenda | 1º posto        | 2º posto            | 3º posto            | A punti      | Senza punti        | Grassetto – Pole position Corsivo – Giro più veloce |
| Legenda | Gara non valida | Non qual./Non part. | Ritirato/Non class. | Squalificato | '-' Dato non disp. | Grassetto – Pole position Corsivo – Giro più veloce |

### Classe 500
| 1953 | Classe | Moto   |  |     |    |    |  |  |  |  |  | Punti | Pos. |
| ---- | ------ | ------ |  | --- | -- | -- |  |  |  |  |  | ----- | ---- |
| 1953 | 500    | Norton |  | Rit | 15 | NE |  |  |  |  |  | 0     |      |

| 1954 | Classe | Moto   |  |  |    |   |     |  |  |  |  | Punti | Pos. |
| ---- | ------ | ------ |  |  | -- | - | --- |  |  |  |  | ----- | ---- |
| 1954 | 500    | Norton |  |  | AN | 5 | Rit |  |  |  |  | 2     | 19º  |

| 1955 | Classe | Moto   |  |  |  |     |  |     |  |     |  | Punti | Pos. |
| ---- | ------ | ------ |  |  |  | --- |  | --- |  | --- |  | ----- | ---- |
| 1955 | 500    | Norton |  |  |  | Rit |  | Rit |  | Rit |  | 0     |      |

| 1956 | Classe | Moto                |  |  |     |     |  |     |  |  |  | Punti | Pos. |
| ---- | ------ | ------------------- |  |  | --- | --- |  | --- |  |  |  | ----- | ---- |
| 1956 | 500    | Moto Guzzi e Norton |  |  | Rit | Rit |  | Rit |  |  |  | 0     |      |

| 1957 | Classe | Moto       |   |   |   |   |   |   |  |  |  | Punti | Pos. |
| ---- | ------ | ---------- | - | - | - | - | - | - |  |  |  | ----- | ---- |
| 1957 | 500    | Moto Guzzi | - | 5 | - | - | - | - |  |  |  | 2     | 16º  |

| 1958 | Classe | Moto   |   |   |   |   |  |  |  |  |  | Punti | Pos. |
| ---- | ------ | ------ | - | - | - | - |  |  |  |  |  | ----- | ---- |
| 1958 | 500    | Norton | - | - | 2 | - |  |  |  |  |  | 6     | 9º   |

| Legenda | 1º posto        | 2º posto            | 3º posto            | A punti      | Senza punti        | Grassetto – Pole position Corsivo – Giro più veloce |
| Legenda | Gara non valida | Non qual./Non part. | Ritirato/Non class. | Squalificato | '-' Dato non disp. | Grassetto – Pole position Corsivo – Giro più veloce |